# Diversinervus redactus
Diversinervus redactus är en stekelart som beskrevs av Prinsloo 1985. Diversinervus redactus ingår i släktet Diversinervus och familjen sköldlussteklar. Inga underarter finns listade i Catalogue of Life.